# La Porte du Der
La Porte du Der ist eine französische Gemeinde mit 2.112 Einwohnern (Stand: 1. Januar 2022) im Département Haute-Marne in der Region Grand Est. Sie gehört zum Arrondissement Saint-Dizier und ist Mitglied im Gemeindeverband Communauté d’agglomération du Grand Saint-Dizier, Der et Vallées.
Die Gemeinde entstand mit Wirkung vom 1. Januar 2016 als Commune nouvelle durch Zusammenlegung der bis dahin selbstständigen Gemeinden Montier-en-Der und Robert-Magny, die fortan den Status als Communes déléguées besitzen. Der Verwaltungssitz befindet sich in Montier-en-Der.

## Gliederung
| Commune déléguée                    | ehemaliger INSEE-Code | Fläche (km²) | Einwohnerzahl (2016) |
| ----------------------------------- | --------------------- | ------------ | -------------------- |
| Montier-en-Der (Verwaltungssitz)000 | 52331                 | 27,79        | 1976                 |
| Robert-Magny                        | 52427                 | 19,44        | 0309                 |